# Elspeet
Elspeet is een dorp in de gemeente Nunspeet op de Veluwe, in de Nederlandse provincie Gelderland. Het dorp heeft, inclusief het buitengebied, 4.895 inwoners (2023).
De herkomst van de naam Elspeet is niet eenduidig bekend. El wordt wel in verband gebracht met oud (in tegenstelling gedacht tot het nieuwere Nunspeet) en speet (of: spa(de)) verwijst naar ontginning, omgespitte grond. Een andere uitleg ziet in het eerste deel van de naam de els terugkomen. Een deel van het Kroondomein Het Loo ligt direct bij Elspeet.
Het toeristische dorp ligt zo'n tien kilometer ten zuiden van Nunspeet en zo'n vier kilometer ten noorden van het dorp Uddel, op de noordelijke Veluwe. Het dorp ligt in een landbouwenclave, omringd door bos en heidevelden. Het dorp heeft drie campings.

## Kerkelijk dorp
Het dorp staat bekend als zeer kerkelijk. Bij de gemeenteraadsverkiezingen van 3 maart 2010 kreeg de Staatkundig Gereformeerde Partij (SGP) 61,6% van de stemmen. Bij de Provinciale Statenverkiezingen in 2011 was dit zelfs 65,3% van de stemmen. (Ter vergelijking: in de eveneens als erg christelijk bekendstaande dorpen Staphorst en Urk was dat 31,4% resp. 30,4%). In 2010 werd ongeveer 87% van de stemmen op een christelijke partij uitgebracht. Elspeet telt een Hersteld Hervormde gemeente, een Protestantse Kerk in Nederland, een Gereformeerde Gemeente, een Oud Gereformeerde Gemeente en een Gereformeerde Gemeente in Nederland, drie van de vijf gemeenten beschikken over een predikant.
In oktober 1966 brak de bijna verdwenen ziekte polio uit in Elspeet. Dit leidde tot massale belangstelling van de pers. Later kwam het ook tot opstootjes tussen journalisten en plaatselijke jongeren. In mei 1978 vond nogmaals een uitbraak plaats.

## Natuur
Elspeet wordt omgeven door bossen en heiden. Ten noorden van het dorp bevindt zich de Elspeetsche Heide (768 ha.). Ten noorden en oosten van het dorp ligt het Elspeterbosch (520 ha.). Dit terrein is eigendom van de Elspeterbosch BV. Ten oosten van Elspeet, tussen de Gortelseweg en de Vaassenseweg liggen de Elspeter Struiken (350 ha.), in eigendom bij gemeente Nunspeet en bestaande uit oude opstanden van vliegdennen, gemengd met loofbos en afgewisseld met open stukken. Ten zuiden van het dorp ligt het Elspeterveld (148 ha.), eigendom van de gemeente Nunspeet. Dit is een heidecomplex met vliegdennen, eikenstrubben en naaldbos.

## Monumenten
Een deel van Elspeet was een beschermd dorpsgezicht.
Zie ook:
- Lijst van rijksmonumenten in Elspeet
- Lijst van gemeentelijke monumenten in Elspeet

## Tweede Wereldoorlog
Op de Noorderheide bij Elspeet bevindt zich DZ Rummy III - ook wel zesendertig bunder genoemd- een dropzone uit de Tweede Wereldoorlog waar in 1944 ten behoeve van het verzet materieel en agenten per parachute werden gedropt. Op de algemene begraafplaats van Elspeet bevinden zich meerdere oorlogsgraven. Elk jaar wordt er op de zaterdag rond 19 april de "Elspeet Memorial Tour" gehouden. Deze tour loopt door de Gemeente Nunspeet en directe omgeving en gaat langs crashsites, historisch beladen plaatsen uit de Tweede Wereldoorlog en oorlogsmonumenten.

## Openbaar vervoer
Het dorp is te bereiken via de RRReis-buslijnen 104 (Barneveld - Harderwijk) en 112 (Apeldoorn - Nunspeet). Deze bussen rijden elk uur. Beide buslijnen hebben haltes bij de treinstations van respectievelijk Apeldoorn, Barneveld, Harderwijk en Nunspeet.

## Afbeeldingen

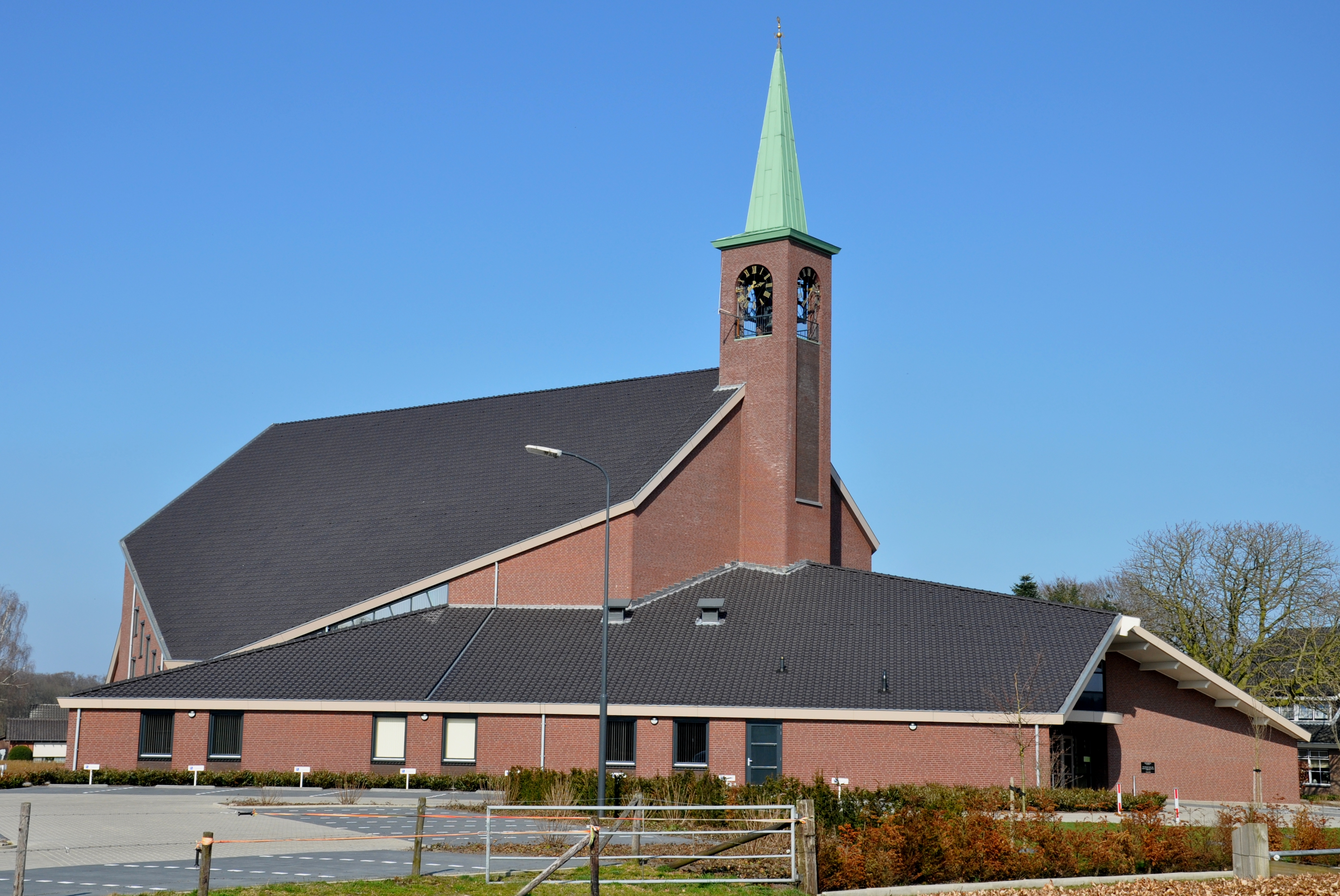
Hersteld Hervormde Kerk Elspeet
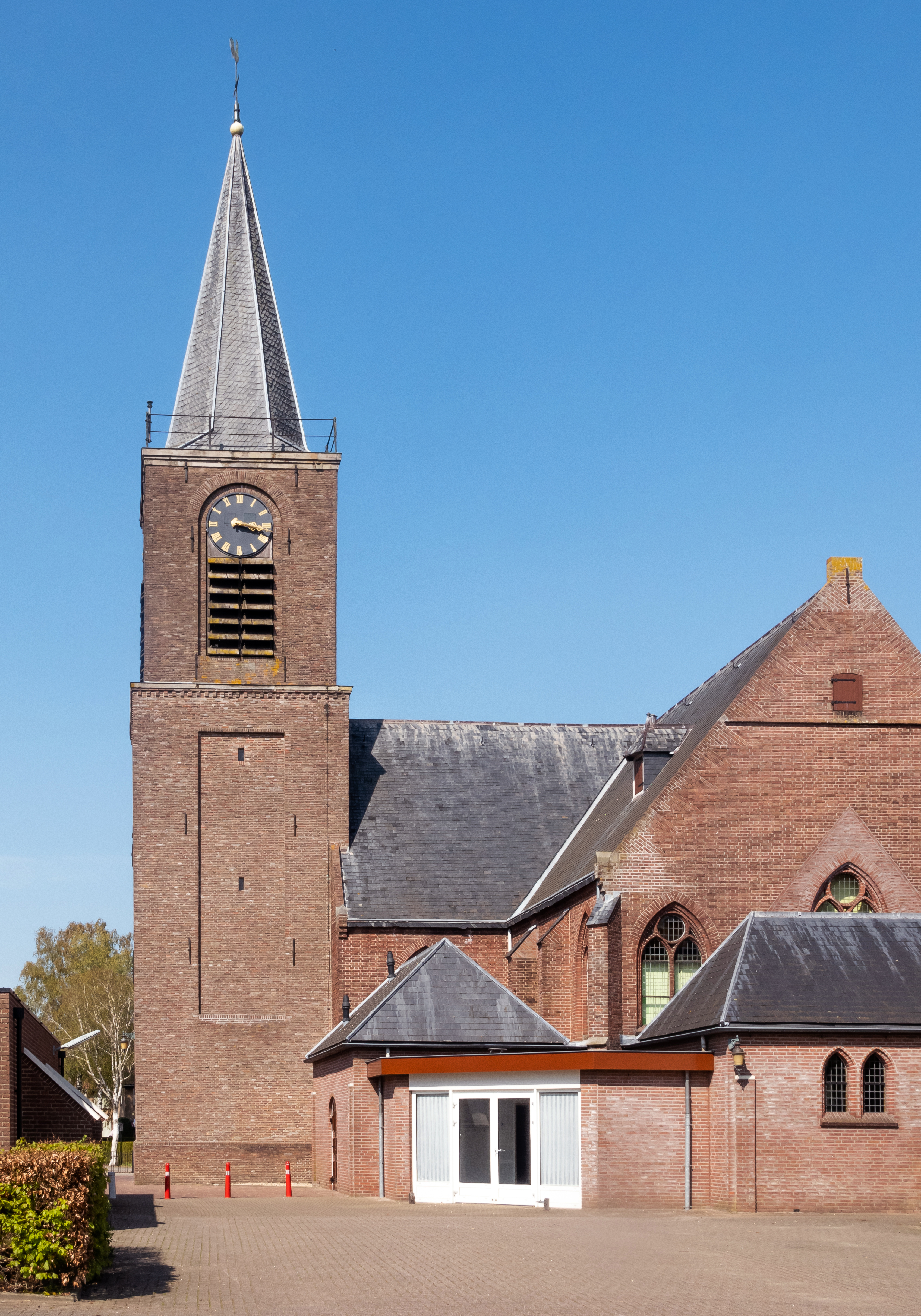
Nederlands Hervormde kerk te Elspeet
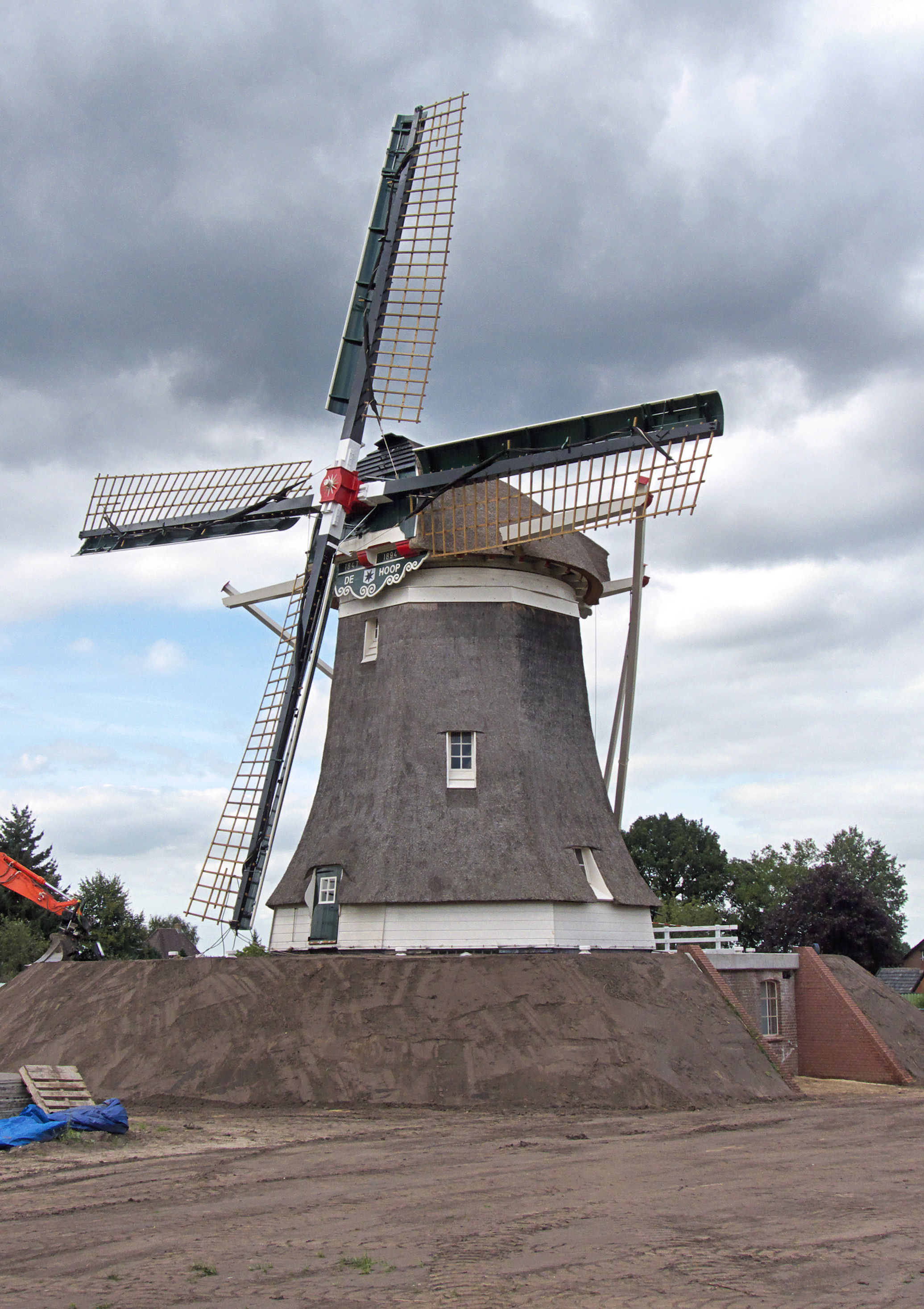
Molen De Hoop
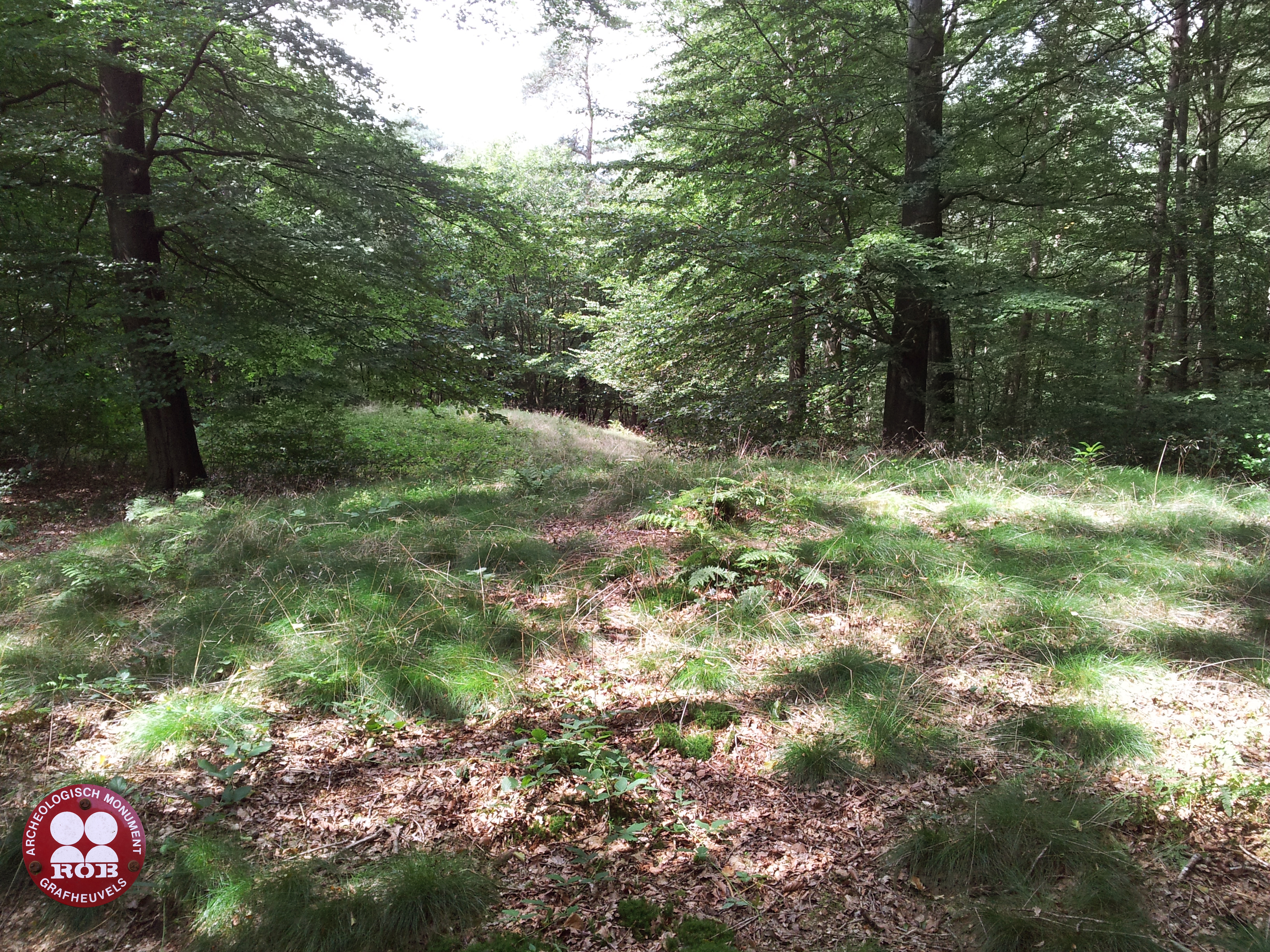
Grafheuvels nabij het dorp
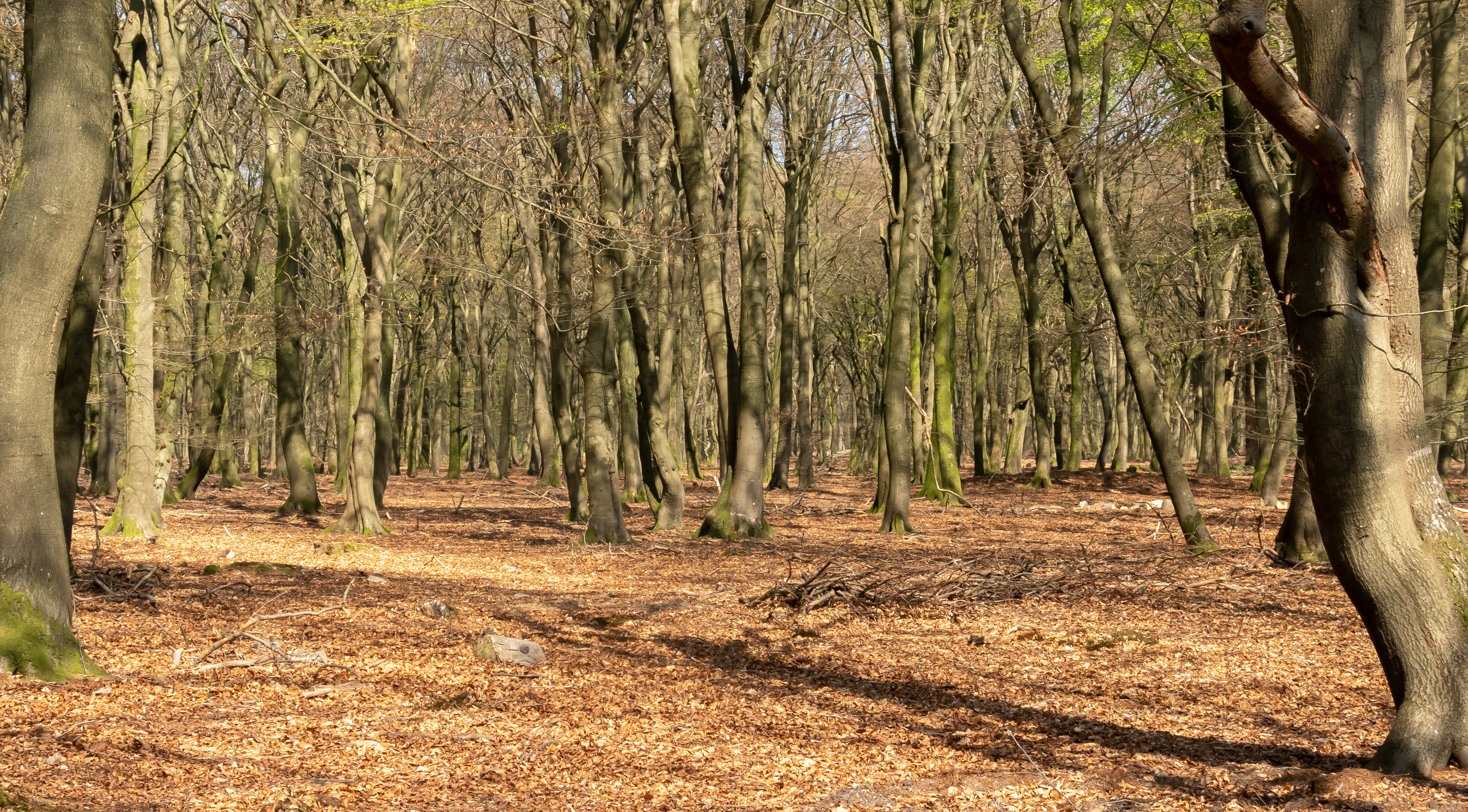
Bomen op de Veluwe bij Elspeet
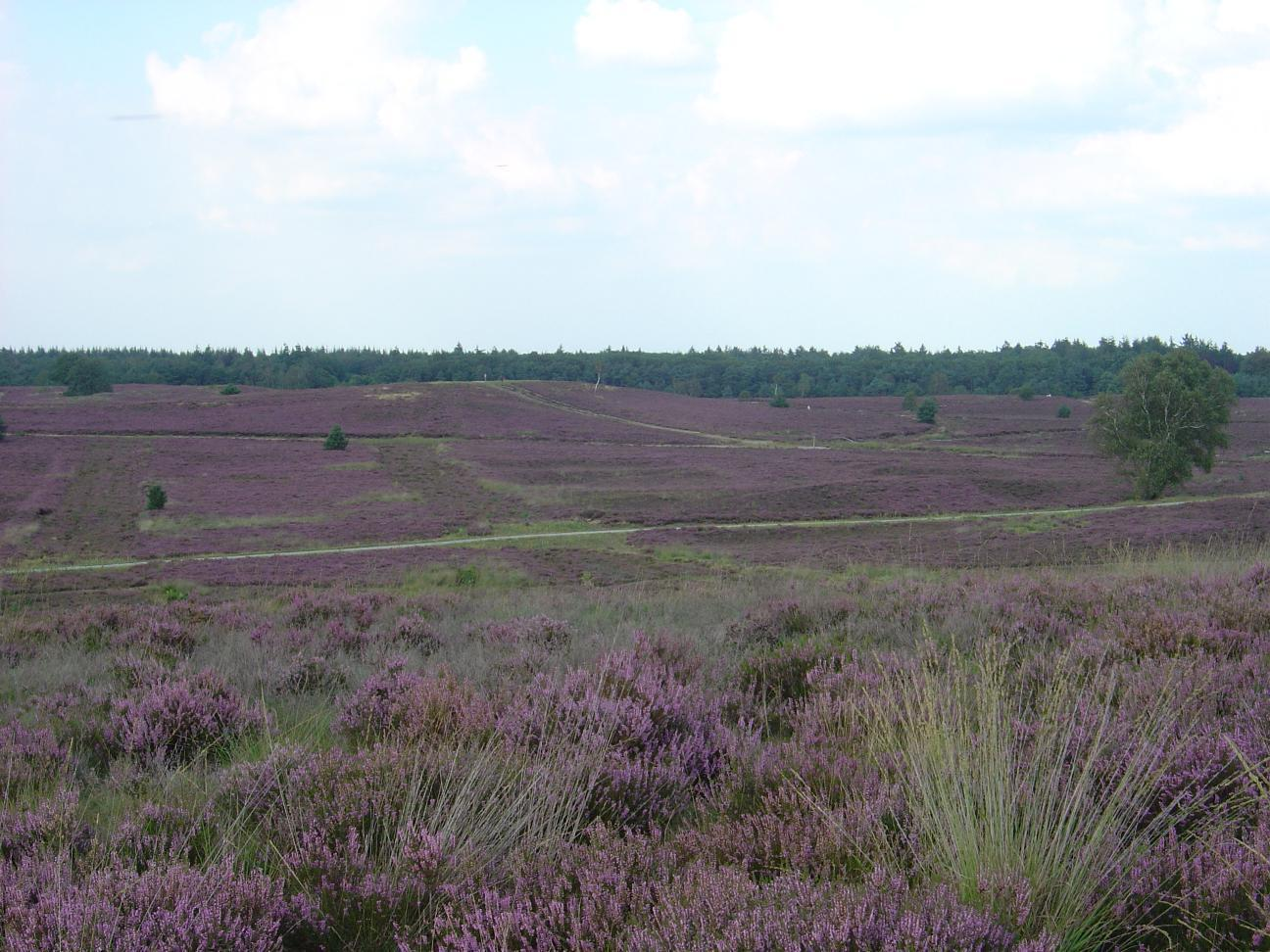
Elspeter heide

Dorpen: Nunspeet · Elspeet · Hulshorst · Vierhouten

Buurtschappen: Grote Kolonie · Kleine Kolonie · Oosteinde · Westeinde · Zoom · Zwarte Goor

Gelderland: Steden en dorpen in Gelderland      Nederland: Provincies · Gemeenten